# Ca Conrado (Ginestar)
Ca Conrado és una casa de Ginestar (Ribera d'Ebre) inclosa a l'Inventari del Patrimoni Arquitectònic de Catalunya. Està situada dins del nucli urbà de la vila de Ginestar, al bell mig del terme municipal i amb la façana principal orientada al carrer Ample.

## Descripció
Casa entre mitgeres de planta rectangular, distribuïda en planta baixa, pis i golfes. Presenta la coberta de teula de dues vessants, amb el carener paral·lel a la façana principal. El portal d'accés, descentrat a un extrem del parament, és d'arc de mig punt adovellat, amb la clau decorada per un escut ornamentat amb l'anagrama de l'Ave Maria al mig i la data 1696 a la part inferior. A l'altre extrem del parament hi ha una finestra de punt rodó, també adovellada. Al primer pis hi ha tres balcons exempts amb la llosana de pedra motllurada i senzilles baranes de ferro. A les golfes hi ha tres senzilles finestres quadrangulars, amb els emmarcaments arrebossats. La construcció està arrebossada i pintada.

## Història
És un edifici bastit vers l'any 1696, com ho testimonia la data que presideix la llinda de la porta principal.